# Srbce (Okřínek)
Srbce jsou vesnice v okrese Nymburk, je součástí obce Okřínek. Nachází se jeden kilometr východně od Okřínku.

## Historie
První písemná zmínka o vesnici pochází z roku 1413. V letech 1921–1950 se jednalo o samostatnou obec v okresu Poděbrady. V roce 1961 se Srbce staly součástí obce Okřínek v okresu Nymburk.

## Další fotografie

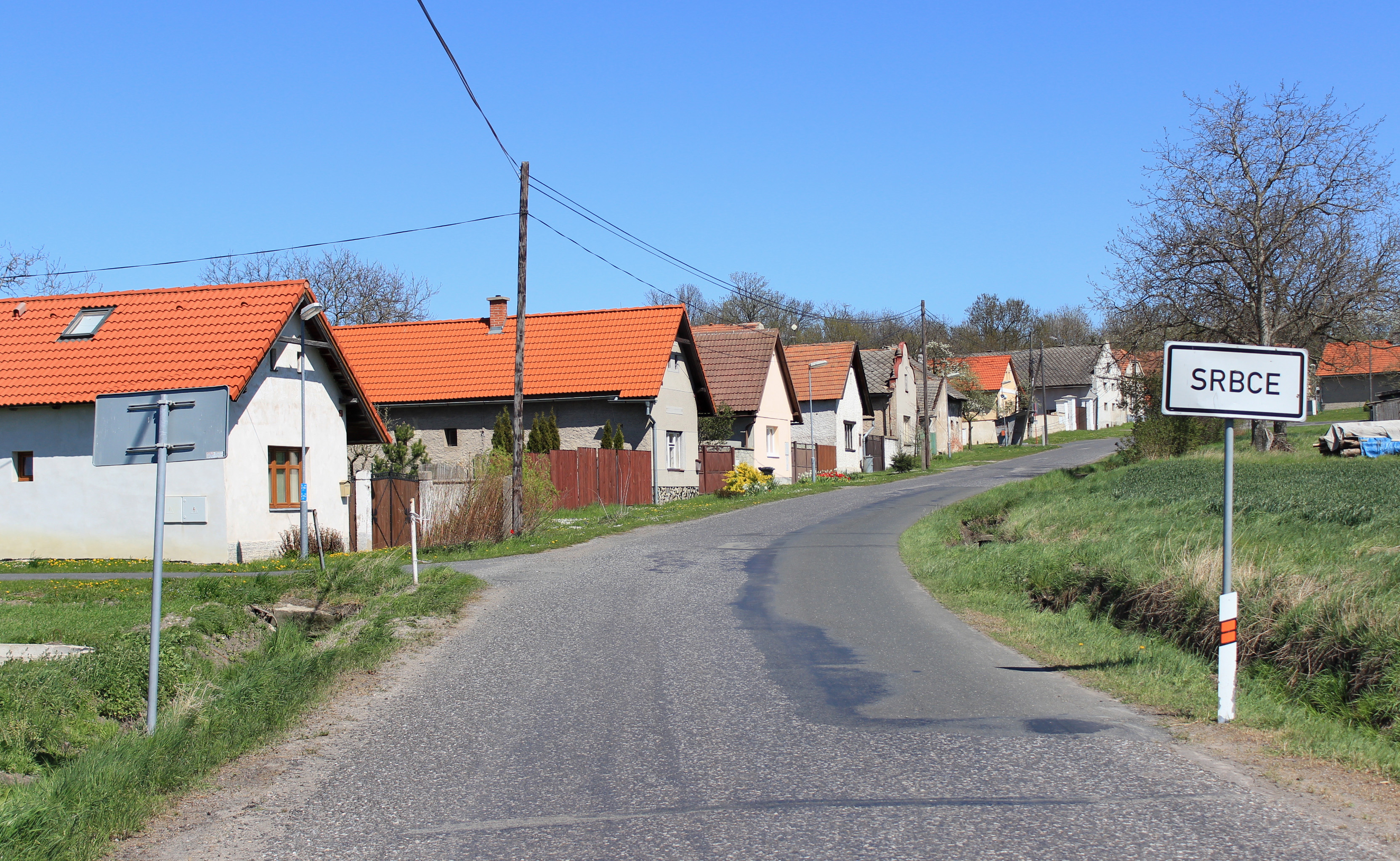
Silnice od Poděbrad
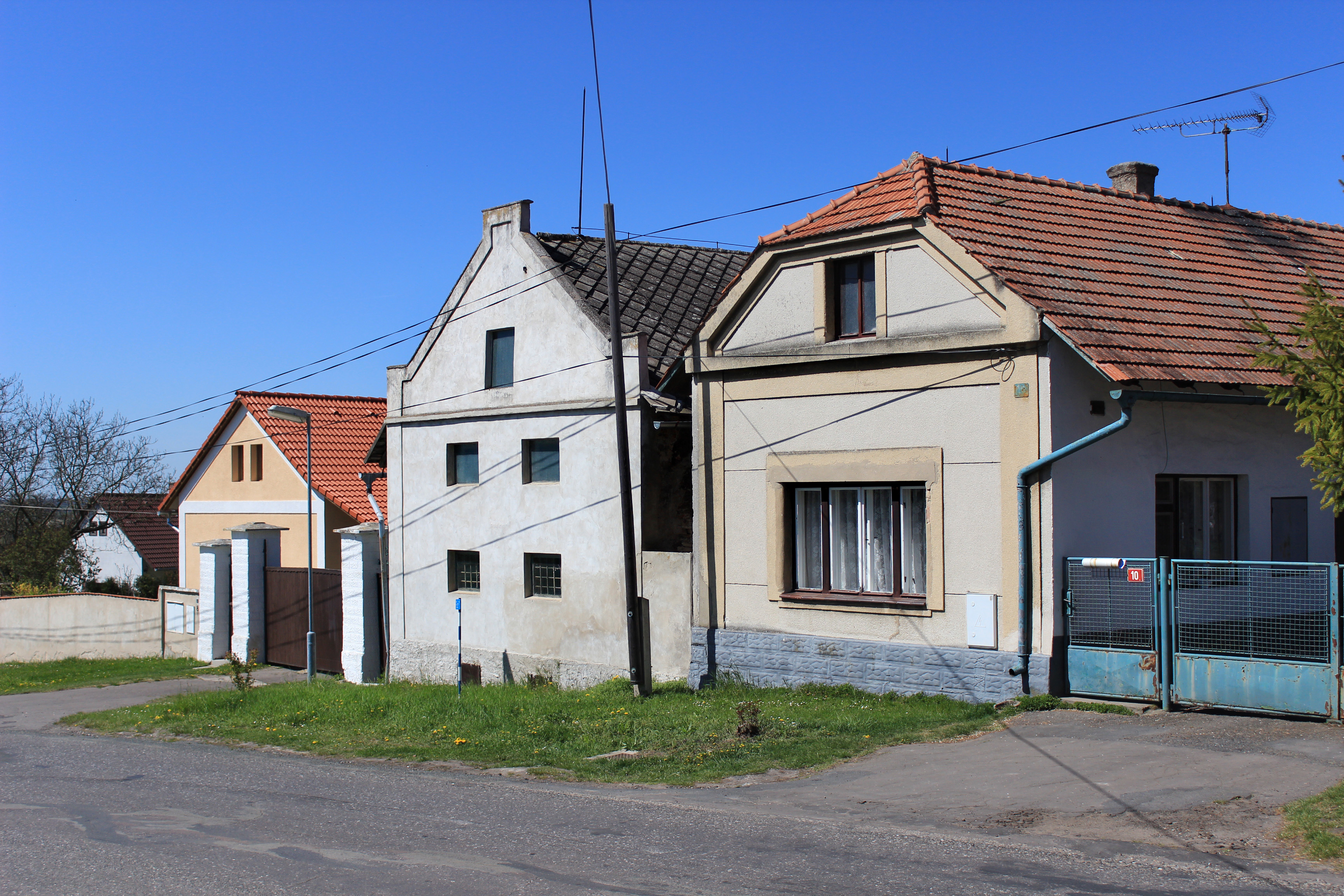
Západní část vesnice
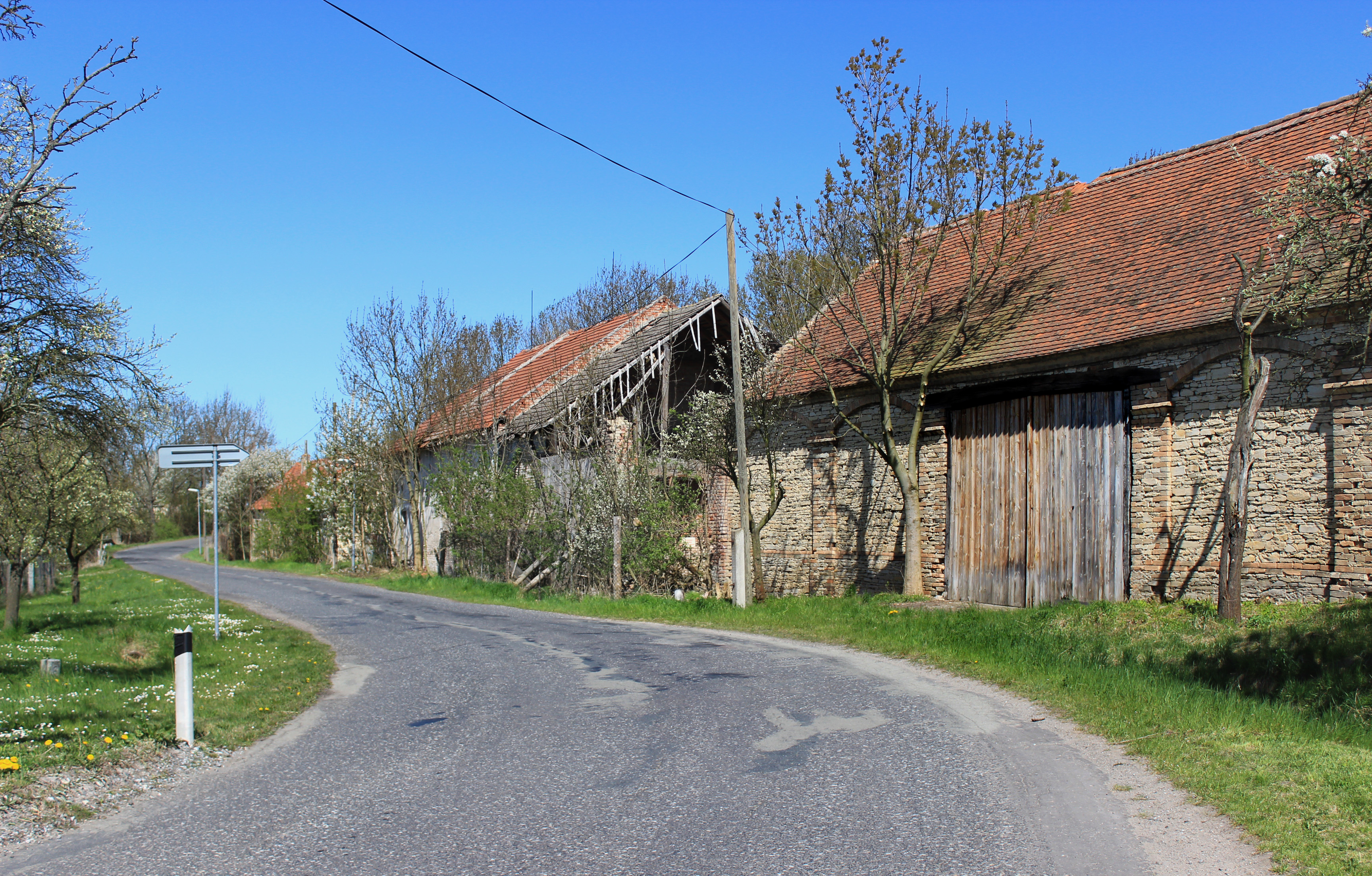
Silnice k Vrbici